# Campionato mondiale di scherma 1997
Il Campionato mondiale di scherma del 1997 si è svolto a Città del Capo in Sudafrica.
Sono stati assegnati 4 titoli femminili e 6 titoli maschili:
- femminile
  - fioretto individuale
  - fioretto a squadre
  - spada individuale
  - spada a squadre
- maschile
  - fioretto individuale
  - fioretto a squadre
  - sciabola individuale
  - sciabola a squadre
  - spada individuale
  - spada a squadre

## Risultati

### Uomini
| Evento                          | Oro                                                                                   | Argento                                                                       | Bronzo                                                                   |
| Spada                           |                                                                                       |                                                                               |                                                                          |
| Spada individuale (dettagli)    | Éric Srecki                                                                           | Pavel Kolobkov                                                                | Robert Leroux Robert Andrzejuk                                           |
| Spada a squadre (dettagli)      | Cuba Gisel González Iván Trevejo Carlos Pedroso Nelson Loyola                         | Germania Michael Flegler Arnd Schmitt Elmar Borrmann Mark Steifensand         | Italia Angelo Mazzoni Sandro Cuomo Alfredo Rota Maurizio Randazzo        |
| Fioretto                        |                                                                                       |                                                                               |                                                                          |
| Fioretto individuale (dettagli) | Serhij Holubyc'kyj                                                                    | Kim Yeong-Ho                                                                  | Wang Haibin Lionel Plumenail                                             |
| Fioretto a squadre (dettagli)   | Francia Patrice Lhotellier Lionel Plumenail Franck Boidin Olivier Lambert Laurent Bel | Cuba Rolando Tucker Oscar García Elvis Gregory Ignacio González               | Italia Daniele Crosta Alessandro Puccini Stefano Cerioni Salvatore Sanzo |
| Sciabola                        |                                                                                       |                                                                               |                                                                          |
| Sciabola individuale (dettagli) | Stanislav Pozdnjakov                                                                  | Luigi Tarantino                                                               | Damien Touya Rafał Sznajder                                              |
| Sciabola a squadre (dettagli)   | Francia Damien Touya Jean-Philippe Daurelle Mathieu Gourdain Gaël Touya               | Russia Stanislav Pozdnjakov Sergej Šarikov Grigorij Kirienko Aleksandr Širšov | Ungheria Domonkos Ferjancsik József Navarrete György Boros Csaba Köves   |

### Donne
| Evento                          | Oro                                                                             | Argento                                                            | Bronzo                                                                     |
| Fioretto                        |                                                                                 |                                                                    |                                                                            |
| Fioretto individuale (dettagli) | Giovanna Trillini                                                               | Sabine Bau                                                         | Monika Weber Diana Bianchedi                                               |
| Fioretto a squadre (dettagli)   | Italia Giovanna Trillini Valentina Vezzali Diana Bianchedi Annamaria Giacometti | Romania Roxana Scarlat Zsofia Lazăr-Szabo Laura Badea Mioara David | Germania Sabine Bau Rita König Gesine Schiel Monika Weber                  |
| Spada                           |                                                                                 |                                                                    |                                                                            |
| Spada individuale (dettagli)    | Mirayda García                                                                  | Zuleydis Ortíz                                                     | Gyöngyi Szalay Taymi Chappé                                                |
| Spada a squadre (dettagli)      | Ungheria Gyöngyi Szalay Adrienn Hormay Tímea Nagy Hajnalka Kiraly               | Germania Katja Nass Imke Duplitzer Claudia Bokel Eva-Maria Ittner  | Francia Laura Flessel Sophie Moressée-Pichot Valérie Barlois Elsa Girardot |

## Medagliere
| Posizione | Nazione       |    |    |    | Totale |
| --------- | ------------- | -- | -- | -- | ------ |
| 1         | Francia       | 3  | 0  | 4  | 7      |
| 2         | Cuba          | 2  | 2  | 0  | 4      |
| 3         | Italia        | 2  | 1  | 3  | 6      |
| 4         | Russia        | 1  | 2  | 0  | 3      |
| 5         | Ungheria      | 1  | 0  | 2  | 3      |
| 6         | Ucraina       | 1  | 0  | 0  | 1      |
| 7         | Germania      | 0  | 3  | 2  | 5      |
| 8         | Romania       | 0  | 1  | 0  | 1      |
| 8         | Corea del Sud | 0  | 1  | 0  | 1      |
| 10        | Polonia       | 0  | 0  | 2  | 2      |
| 11        | Cina          | 0  | 0  | 1  | 1      |
| 11        | Spagna        | 0  | 0  | 1  | 1      |
| Totale    | Totale        | 10 | 10 | 15 | 35     |